# Блекхок (Калифорнија)
Блекхок (енгл. Blackhawk) насељено је место без административног статуса у америчкој савезној држави Калифорнија.

## Демографија
По попису из 2010. године број становника је 9.354.
| Група             | 2000.    | 2010.         |
| Белци             | 0 (0,0%) | 6.562 (70,2%) |
| Афроамериканци    | 0 (0,0%) | 172 (1,8%)    |
| Азијати           | 0 (0,0%) | 1.801 (19,3%) |
| Хиспаноамериканци | 0 (0,0%) | 464 (5,0%)    |
| Укупно            | 0        | 9.354         |